# Titley (Herefordshire)
Pour les articles homonymes, voir Titley.
Titley est une paroisse civile et un village du Herefordshire, en Angleterre.